# La Font d'en Talló
La Font d’en Talló és una urbanització i nucli de població del municipi de Masllorenç al Baix Penedès.
El sector urbanitzat, amb carrers i construccions de nova planta, ocupa un pujol al sud i molt pròxim a l'ermita i la torre forta de Santa Cristina, entre les carreteres C-51 el Vendrell-Valls i TV-2042 amb construccions de nova planta. Una pista enllaça Masarbonès, la Font d'en Talló i el trencall que arriba a la carretera C-51 a l'alçada del km 17.
La urbanització Font d’en Talló es va afegir a Masllorenç i Masarbonès a principis dels anys 70 del segle XX amb la família Galofré Miró com a promotors.
Hi viuen 75 persones (2020).